# Gurania castroi
Gurania castroi là một loài thực vật có hoa trong họ Cucurbitaceae. Loài này được Cuatrec. mô tả khoa học đầu tiên năm 1942.